# José Antonio Rivadeneira
José Antonio Rivadeneira (* 9. April 1774 in Bruciños, Provinz Lugo; † 26. Juni 1856 in Valladolid) war ein spanischer römisch-katholischer Geistlicher und Bischof von Valladolid.

## Leben
José Antonio Rivadeneira stammte aus einer galicischen Adelsfamilie. Die Priesterweihe empfing er im Jahr 1800 und erlangte im selben Jahr den Grad eines Doctor iuris utriusque an der Universität von Osma. Er war dann Pfarrer in San Salvador de Maceira (Diözese Tui), später Generalvikar und Domkapitular im Erzbistum Santiago de Compostela. Papst Leo XII. ernannte ihn am 2. Oktober 1826 zum Auditor der Römischen Rota für Kastilien. Am selben Tag ernannte der Papst ihn zum Päpstlichen Hausprälaten, später zum Regens der Apostolischen Pönitentiarie.
Am 24. August 1830 wurde José Antonio Rivadeneira zum Bischof von Valladolid ernannt und am 28. Februar 1831 von Rom präkonisiert. Die Bischofsweihe spendete ihm am 15. Mai 1831 der Bischof von Salamanca, Agustín Lorenzo Varela Temes; Mitkonsekratoren waren Joaquín Abarca Blaque, Bischof von León, und Bischof Pablo García Abella CO, Weihbischof in Toledo.
Nach 25-jähriger Amtszeit als Bischof von Valladolid starb er 1856 an seinem Bischofssitz.